# Kritaturus tenonus
Kritaturus tenonus är en kvalsterart som beskrevs av Cook 1983. Kritaturus tenonus ingår i släktet Kritaturus och familjen Aturidae. Inga underarter finns listade i Catalogue of Life.